# Bisdom Formosa (Brazilië)
Het bisdom Formosa (Latijn: Dioecesis Formosensis) is een rooms-katholiek bisdom met als zetel Formosa, in Brazilië. Het bisdom is suffragaan aan het aartsbisdom Brasilia.

## Geschiedenis
Het bisdom werd opgericht op 26 maart 1956, als territoriale prelatuur Formosa, uit delen van het aartsbisdom Goiás en de territoriale prelatuur São José de Alto Tocantins, en was suffragaan aan het aartsbisdom Goiânia. Op 11 oktober 1966 veranderde het van kerkprovincie en werd suffragaan aan het aartsbisdom Brasilia. Op 16 oktober 1979 werd het verheven tot bisdom. 

## Parochies
Het bisdom had in 2021 een oppervlakte van 47.533 km2 en telde 398.807 inwoners waarvan 75,0% rooms-katholiek was.

## Bisschoppen
- Victor João Herman José Tielbeek (4 februari 1961 - 24 december 1997; apostolisch administrator sinds 25 juli 1959)
- João Casimiro Wilk (28 januari 1998 - 9 juni 2004)
- Paulo Roberto Beloto (16 november 2005 - 23 oktober 2013)
- José Ronaldo Ribeiro (24 september 2014 - 12 september 2018)
  - Paulo Mendes Peixoto (apostolisch administrator: 21 maart 2018 - 1 juni 2019)
- Adair José Guimarães (27 februari 2019 - heden)

Brasilia (aartsbisdom) · Formosa · Luziânia · Uruaçu